# Spice Girls
Spice Girls («Спайс Гёрлз») — британская женская поп-группа, образованная в Лондоне в 1994 году.

## История группы

### 1993—1996
В середине 1990-х семья продюсеров Боб Герберт, Крис Герберт и Линдси Кэсбон приступили к созданию женской группы, которые стали бы конкурентками популярных бой-бэндов «Take That» и «East 17».
В феврале 1994 года было дано объявление в журнал «Stages»:
«Требуются девушки возрасте от 18 до 23 лет, способные петь и танцевать, красивые, трудолюбивые, честные.»
Первый кастинг состоялся в пятницу, 4 марта 1994 года, 11:00 — 17:30 по Лондонскому времени. Из объявления: «Пожалуйста, принесите ноты и свою аудиокассету».
Примерно 400 девушек откликнулись на объявление и пришли на кастинг. После этого конкурс продолжался и девочки должны были спеть свои песни сольно. Предварительно были отобраны Виктория Адамс, Мелани Браун, Мелани Чисхолм и Мишель Стивенсон, которой на тот момент было всего 17 лет. После прослушивания девушки вернулись домой и ждали ответа в течение нескольких недель. Джери Халлиуэлл заметила объявление, но на кастинге отсутствовала, так как она обгорела на отдыхе в Испании и пропустила прослушивание.
В апреле 1994 года девушки получили ответ и их ещё раз пригласили на прослушивание в студию Nomis. Среди отобранных были Сюзанна Тинкер, Мелани Лэккохи, Лиэн Морган, Мишель Стивенсон, Мелани Браун, Мелани Чисхолм, Виктория Адамс и другие девушки. Джери Халлиуэлл увидела объявление спустя два месяца и тогда решилась позвонить в студию. В итоге Джери прошла кастинг и примкнула к остальным 12 отобранным солисткам. Затем они были разделены на три группы из четырёх участниц, что показалось им просто рутиной; девушкам казалось, что «Простой шаг до небес» будет вечным. В первой группе были Адамс, Браун, Стивенсон и Морган, а вскоре к ним присоединилась и Халлиуэлл. После прослушивания участницы вернулись домой и ждали ещё две недели. Мелани Чисхолм была на первом прослушивании, но не смогла посетить второе из-за простуды. Её мать звонила на студию, чтобы попросить дать её дочери ещё один шанс, на что ей ответили, что они выбрали десять девушек, включая Мелани. Ей сказали также, что уже отобрано 5 участниц, больше прослушиваний не будет, и если Мелани не успеет до конца месяца приехать на студию, то другого шанса ей никто не предоставит.
Неделю спустя претендентки ещё раз были приглашены на студию. На этот раз осталось четыре участницы, пятую же продолжали искать. Вскоре Морган получила письмо, в котором было сказано, что она не подходит для девичьей группы, так как выглядела слишком возрастной на фоне остальных участниц, и ей на замену позвали Мелани Чисхолм.
Наконец, группа определилась с названием и составом. Первоначально она называлась «Touch» и в её состав вошли Виктория Адамс, Мелани Браун, Мелани Чисхолм, Мишель Стивенсон и Джери Халлиуэлл. Все лето активно шли репетиции в доме в Бойн Хилл-Роуд. Девушки сняли небольшую квартирку в центре Лондона.
В течение первых двух месяцев группа работала в студии звукозаписи Хилл Брэкнелл. Первой демозаписью стала «Sugar And Spice», написанная Тимом Хоузом. Также девушки продолжали работать над пластикой (хореография). Вскоре из группы уволили Мишель Стивенсон. Боб Герберт заявил, что Мишель просто не вписывалась, поэтому продюсер был вынужден уволить девушку. Однако Стивенсон заявила, что она сама приняла решение оставить группу из-за болезни своей матери, которой был диагностирован рак молочной железы. Герберт стал искать замену Мишель, в итоге была выбрана Абигель Кис. Однако, она продержалась пару месяцев из-за проблем с личной жизнью. Эмма Бантон попала на просмотр по рекомендации педагога по вокалу Пепе Лемир. Бантон понравилась Герберту и была приглашена в группу. В сентябре 1994 года Эмму приветствовали с распростертыми объятиями.
В марте 1995 года прекращается сотрудничество из-за конфликта членов группы с Бобом Гербертом. Затем девичьей командой заинтересовался Саймон Фуллер, и девушки подписали контракт с лейблом звукозаписи Virgin Records на запись дебютного альбома в сентябре 1995 года.
В начале 1996 года группа официально стала называться «Spice Girls».

### 1996—1997
8 июля 1996 года Spice Girls выпустили дебютный сингл «Wannabe», а через некоторое время состоялась премьера одноименного дебютного видеоклипа. Сингл мгновенно стал хитом, а песня ставилась в ротацию 502 раза в неделю. У девушек состоялось первое выступление на телевидении, канал LWT. В июле 1996 года у группы было первое интервью с Полом Горманом, главным редактором газеты «Музыкальная неделя». Он признал: «„Spice Girls“ собираются совершить революцию и переворот в мире музыки». Песня семь недель пробыла на вершине британского песенного хит-парада и стала толчком к мировой популярности группы, к концу года заняв первые места в хит-парадах ещё 21 страны. Spice Girls выпустили три студийных альбома, проданных по всему миру суммарным тиражом свыше 75 миллионов копий. Группа является самой популярной (коммерчески успешной) женской группой в истории поп-музыки, о чём свидетельствуют высокие тиражи проданных альбомов и синглов, высокие места в хит-парадах, посещаемость концертов и продажи товаров с символикой группы.
В октябре был выпущен второй сингл «Say You’ll Be There», для съёмки клипа группа отправилась в пустыню.
3 ноября 1996 года состоялся релиз дебютного альбома «Spice», который был распродан тиражом более полутора миллиона копий.
16 декабря 1996 года был выпущен третий сингл «2 Become 1», также занявший высокие позиции в хит-парадах Великобритании. Существует и испаноязычная версия этой песни.

### 1997—1998
Под руководством своего наставника и менеджера, Саймона Фуллера, Spice Girls достигла вершин популярности в середине-конце 90-х годов. Участницы группы стали популярными героинями британской прессы и в 1997 году получили от журнала Top of the Pops прозвища: Пош-Спайс (Бекхэм), Бэби-Спайс (Бантон), Спорти-Спайс (Чисхолм), Скэри-Спайс (Браун) и Джинджер-Спайс (Халлиуэлл). Эти прозвища стали употребляться как другими СМИ, так и самими участницами. Биограф Дэвид Синклер в своей книге Wannabe: How The Spice Girls reinvented Pop Fame так охарактеризовал популярность группы:
«Скэри, Бэби, Джинджер, Пош и Спорти были самым узнаваемым коллективом со времён Джона, Пола, Джорджа и Ринго»

### 1998—2001
30 мая 1998 года Халлиуэлл неожиданно покинула Spice Girls на пике её популярности, чтобы продолжить свою музыкальную карьеру сольно. Её группа, в это время собиравшаяся в тур по Северной Америке, вынуждена была провести его без Джери. Уже после ухода Халлиуэлл вышел клип на песню Viva Forever, ставшую одним из главных хитов августа 1998 года, в котором группа снималась ещё в полном составе; также она принимала участие в записи нескольких песен для нового альбома группы, «Forever», который Spice Girls закончили и выпустили вчетвером, но он продавался заметно хуже двух предыдущих. Песни Goodbye и Let Love Lead the Way, вышедшие на этом альбоме, считаются своеобразным прощанием остальных участниц с Джери. В 2001 году уже все участницы занимались собственными проектами, хотя официального заявления о распаде группы сделано не было.

### 2007/2008 — реюнион
Я хотела, чтобы мои дети видели, что мама была поп-звездой. Это была последняя возможность для них стоять в толпе, полной людей, кричащих для Spice Girls.
В 2007 году Spice Girls объявили о воссоединении и проведении тура в поддержку нового альбома «Greatest Hits». Тур принес каждой участнице доход в размере 10 миллионов фунтов стерлингов (около 20 миллионов долларов). Ранее Виктория упоминала, что каждой участнице нравится сольная карьера в различных музыкальных направлениях, тем не менее в начале ноября 2007 года был выпущен альбом «Greatest Hits», а тур стартовал 2 декабря 2007 года. Для тура Виктория перекрасилась в темный цвет, и её сыновья говорили, что Posh Spice вернулась. Во время выступления в Лондоне на The O2 Arena композицию «Mama» Виктория исполняла вместе со своими сыновьями. Во время выступления в Канаде, когда каждая из участниц исполняли свои наиболее успешные соло-композиции, Виктория сделала то, что она умеет лучше всего — устроила показ на подиуме, где танцоры изображали папарацци. Один из критиков говорила: «Я видела Spice Girls десять лет назад, и это было время Джери и Мел Би. В этот раз Posh получила больше откликов, чем когда пела сольные композиции. Она это тоже понимает, и кажется, это придает ей сил работать ещё больше, чтобы шоу продолжалось.»
Режиссёр Боб Смитон снял официальный фильм тура под названием Spice Girls: Giving You Everything. Первоначально он был показан на канале Fox8 в Австралии. 31 декабря 2007 года фильм был транслирован на канале BBC One в Великобритании. Также группа снялась в рекламе Tesco, за что получили по 1 миллиону фунтов стерлингов каждая.
Позже группа объявила, что 26 февраля 2008 года состоится последний концерт в рамках мирового тура, тем самым отменив выступления в Австралии, Китае, ЮАР и Аргентине. Представитель группы объяснил их решение личными и семейными обязательствами.

### 2012
12 августа 2012 года группа в полном составе воссоединилась на один день и выступила на церемонии закрытия летних Олимпийских игр 2012 года в Лондоне. Группа спела две песни — «Wannabe» и «Spice Up Your Life».

### 2016
Коллектив планировал отметить 20-летие группы новым концертным туром, но участницы не смогли договориться, так как Виктория Бекхэм и Мелани Си отказались принять в нём участие. Вместо этого Джери Халлиуэлл, Эмма Бантон и Мелани Би создали трио под названием GEM. Бэкхэм и Чисхолм одобрили этот проект. Позднее Браун пояснила, что «GEM» не является новым названием для трио: «GEM — это всего лишь название нашего сайта. Мы всегда будем Spice Girls». Я думаю, что люди немного запутались со значением слова «GEM». 23 ноября в Интернет была выложена новая песня  «Song for Her». Тем не менее проект был прекращён после того, как Халлиуэлл забеременела.

### с 2018 — реюнион
В ноябре 2017 появилась информация о воссоединении группы в 2018 году. Планировалась работа над альбомом, специальным выпуском телешоу и другими проектами. 21 ноября 2017 года Виктория Бекхэм опровергла сообщение о воссоединении.
В феврале 2018 интернет-издание TMZ, сообщило что группа воссоединится в конце лета 2018 года и даст несколько концертов в Великобритании и США; организацией должен был заняться бывший менеджер группы Саймон Фуллер.
5 ноября 2018 Браун, Бантон, Чисхолм и Халлиуэлл объявили о гастролях на 2019 год. Бекхэм отказалась присоединиться из-за обязательств,  касающихся её модного бизнеса. 10 ноября группа стала гостем на Шоу Джонатана Росса.
The Spice World – 2019 Tour стартовал в Кроук Парк в Дублине, Ирландия 24 мая 2019 года. Тур по Европе с тринадцатью датами завершился тремя концертами на лондонском стадионе «Уэмбли», последний из которых состоялся 15 июня 2019 года.

## Дискография
- 1996 — Spice
- 1997 — Spiceworld
- 2000 — Forever

## Туры
- Girl Power! Live in Istanbul[англ.] (1997)
- Spiceworld Tour[англ.] (1998)
- Christmas in Spiceworld[англ.] (1999)
- The Return of the Spice Girls[англ.] (2007–08)
- Spice World - 2019 UK Tour[англ.] (2019)